# Quenstedtit
Quenstedtit (Linck, 1888), chemický vzorec Fe23+(SO4)3·10H2O, je trojklonný minerál. Pojmenován podle: Friederich August Quenstedt (1809–1889), německý paleontolog, geolog, mineralog a krystalograf.

## Původ
Řídce se vyskytující druhotný minerál vzniklý zvětráváním pyritu v aridních oblastech.

## Morfologie
Krystaly tabulkovité, zploštěné podle {010}, krátce (do 1 mm) prizmatické podél {100}. Běžně tvoří povlaky a zrnité agregáty.

## Vlastnosti
- Fyzikální vlastnosti: Tvrdost 2,5, hustota 2,1 g/cm³, štěpnost dokonalá podle {010}, dobrá podle {100}, lom nerovný.
- Optické vlastnosti: Barva: světle fialová až červenofialová, bezbarvý, světle narůžovělá v procházejícím světle. Lesk skelný, průhlednost: průhledný, vryp bílý, nafialovělý.
- Chemické vlastnosti: Složení: Fe 19,26 %, H 3,48 %, S 16,58 %, O 60,68 %. Snadno rozpustný ve vodě.
- Další vlastnosti: Na vzduchu ztrácí vodu a přechází v coquimbit.

## Podobné minerály
- coquimbit

## Parageneze
- coquimbit, copiapit, pyrit

## Naleziště
Vzácný minerál.
- Slovensko – Banská Štiavnica
- Německo
- Chile – Sierra Amarilla, Alcaparosa
- a další.